# 拉真陀罗一世
拉真陀罗一世  ，是中世纪印度朱罗王朝的一位皇帝。他是罗茶罗乍的儿子。公元1014年，他的父亲去世后，他成为了帝国的国王。 1012 年，他被任命为共同摄政。他是朱罗帝国最伟大的统治者和军事领袖之一。